# Claino con Osteno
Claino con Osteno là một đô thị ở tỉnh Como trong vùng Lombardia, có cự ly khoảng 60 kilômét (37 mi) về phía bắc của Milano và khoảng 20 kilômét (12 mi) về phía bắc của Como. Tại thời điểm ngày 31 tháng 12 năm 2004, đô thị này có dân số 546 người và diện tích là 13,1 km².
Đô thị Claino con Osteno có các frazione (đơn vị trực thuộc) Barclaino.
Claino con Osteno giáp các đô thị: Laino, Ponna, Porlezza, Ramponio Verna, Valsolda.